# Илунга, Касонго
Андре Касонго Илунга (фр. André Kasongo Ilunga; род. 20 октября 1972, Букама, Верхнее Ломами) — вымышленный политик, формально занимавший в течение нескольких месяцев пост министра внешней торговли Демократической Республики Конго.
В январе 2007 года ветеран конголезской политики Антуан Гизенга, вновь получивший после 35-летнего перерыва пост премьер-министра страны по соглашению с президентом Конго Жозефом Кабилой, сформировал коалиционный кабинет в составе 60 министров. Портфель министра внешней торговли отошёл небольшой партии Национальный союз федералистов Конго (UNAFEC). Согласно процедуре формирования правительства партии коалиции должны были представить не менее двух кандидатов на каждую выделенную партии министерскую должность, а выбор из кандидатов оставался за премьер-министром. Партия UNAFEC предложила на пост министра своего лидера Онориуса Кисимбу Нгоя, а в качестве второй кандидатуры — некоего Андре Касонго Илунгу, заместителя председателя отделения партии в одном из районов Киншасы. Предполагается, что таким образом Кисимба Нгой попытался обеспечить министерский пост себе, однако премьер Гизенга, многолетний противник конголезского диктатора Мобуту Сесе Секо, не захотел видеть в своём правительстве Кисимбу Нгоя, который некоторое время работал у Мобуту пресс-секретарём, и выбрал второго кандидата.
5 февраля 2007 года правительство Гизенги приступило к своим обязанностям, однако министр Илунга для занятия своего поста не явился. В ответ на недоумение Гизенги Кисимба Нгой заявил, что у него на руках имеется письмо Илунги об отставке. Гизенга отказался принять отставку, указав, что министр обязан заявить о своей отставке лично. После этого в резиденцию Гизенги один за другим явились три человека по фамилии Касонго Илунга, и каждый из них утверждал, что это именно он является министром, однако ни один из троих не смог предоставить соответствующие документы. Эта ситуация вызвала скандал в конголезских медиа и нанесла ущерб репутации правительства. В итоге Кисимба Нгой был уволен с должности лидера партии, а министерский пост после почти четырёхмесячного пребывания в должности несуществующего Касонго Илунги 28 мая занял Дени Мбую Манга.